# Lill-Väktaren
Lill-Väktaren är en sjö i Strömsunds kommun i Jämtland och ingår i Ångermanälvens huvudavrinningsområde. Sjön har en area på 1,02 kvadratkilometer och ligger 411,1 meter över havet. Lill-Väktaren ligger i Frostvikenfjällen Natura 2000-område. Sjön avvattnas av vattendraget Väktarån.

## Delavrinningsområde
Lill-Väktaren ingår i det delavrinningsområde (717516-142464) som SMHI kallar för Utloppet av Lill-Väktaren. Medelhöjden är 574 meter över havet och ytan är 6,53 kvadratkilometer. Räknas de 15 avrinningsområdena uppströms in blir den ackumulerade arean 100,7 kvadratkilometer. Väktarån som avvattnar avrinningsområdet har biflödesordning 3, vilket innebär att vattnet flödar genom totalt 3 vattendrag innan det når havet efter 336 kilometer. Avrinningsområdet består mestadels av skog (64 procent) och kalfjäll (21 procent). Avrinningsområdet har 1,02 kvadratkilometer vattenytor vilket ger det en sjöprocent på 15,6 procent.